# Актове (заказник)
Геологічний заказник місцевого значення «Актове» (від с. Актове Вознесенського району до с. Петропавлівка Братського району Миколаївської області) був оголошений рішенням Миколаївського облвиконкому від 23.10.1984 року № 448 «Про мережу територій та об'єктів природно-заповідного фонду області».

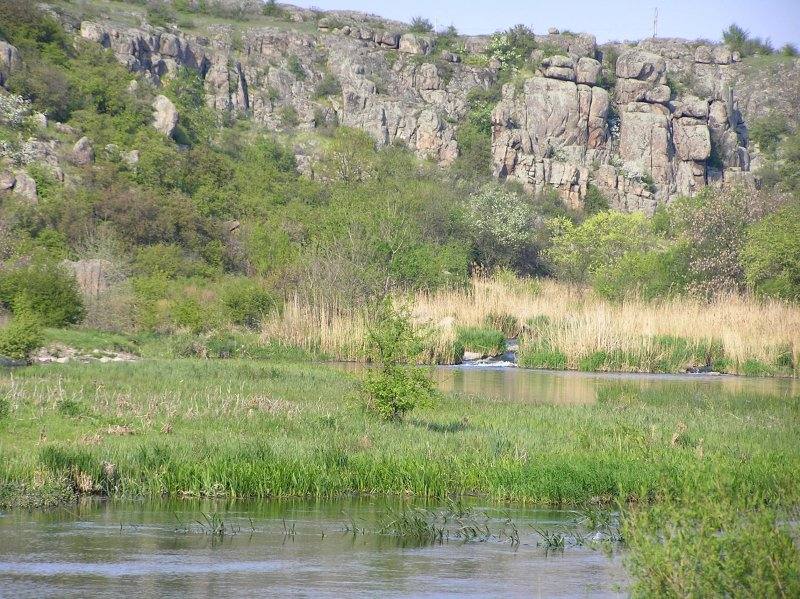
Актовський каньйон, на передньому плані — річка Мертвовод

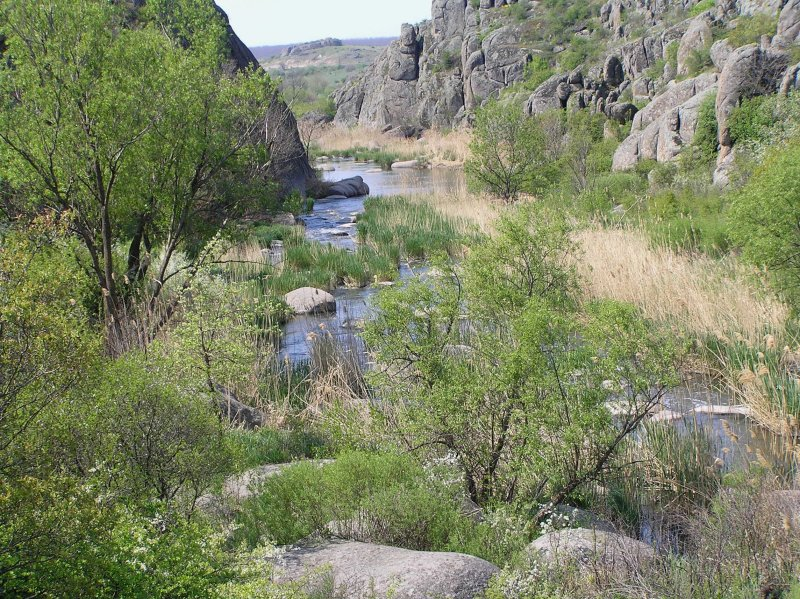
Актовський каньйон, вигляд із вершини скелі

Площа — 1000 га.

## Характеристика
Розташований у межах Актівського каньйону на річці Мертвоводі, поблизу села Актового Вознесенського району Миколаївської області.
Складається із застарілих вивітрених гранітів, перерізаних Мертвоводом на глибину понад 40—50 метрів. Площа каньйону перевищує 250 гектарів. Являє собою унікальний комплекс гранітних скель, валунів та степової і водної екосистем, розміщений на одному з найстаріших клаптиків суші Євразії.

## Скасування
Рішення Миколаївської обласної ради від 23.12.1999 року № 5 "Про розширення регіонального ландшафтного парку «Гранітно-степове Побужжя».

## Скасування статусу
Скасування статусу заказника відбулось з причини входження до Регіонального ландшафтного парку «Гранітно-Степове Побужжя».